# 宍戶淳
宍戶淳（日语：宍戸 淳，1976年11月8日—），日本動畫導演、動畫演出家。出身於福島縣福島市。

## 來歷
加入動畫製作公司IMAGIN後，於2001年憑藉《第一神拳》（第12話）演出首次亮相。之後加入MADHOUSE，主要為該公司製作動畫導演和負責各話演出的工作。

## 參加作品

### 電視動畫
2000年
- 純情房東俏房客（上色）
- 第一神拳（－2001年，演出、演出助手、原畫、上色）

2001年
- X（演出）

2002年
- 妙妙魔法屋（演出）
- 妙妙魔法屋2（演出）
- 炸彈小新娘（分鏡、演出）
- 迷糊天使（演出）

2003年
- 銀河天使AA（演出）
- 成惠的世界（分鏡、演出）

2004年
- A15系列（變身3部作）
  - 超變身巫女祈鬥士（助理導演、分鏡、演出）
  - 超變身角色扮演前傳（分鏡、演出）
  - LOVE♥LOVE?（分鏡、演出）
- 薔薇少女（分鏡）
- BECK（－2005年，演出）

2005年
- 草莓100%（分鏡、演出）
- 我太太是高中生（導演、演出、OP分鏡&演出、ED分鏡&演出）

2006年
- 彩雲國物語（－2008年，導演、分鏡、演出）

2008年
- 狼與辛香料（演出）
- 假面男僕（分鏡）
- CHAOS;HEAD（分鏡）

2009年
- 第一神拳 New Challenger（導演、分鏡、原畫）
- NEEDLESS（分鏡、演出）

2012年
- 花牌情緣（分鏡、演出）
- 坂道上的阿波羅（分鏡、演出）
- 宇宙兄弟（演出）
- 王者天下（分鏡）
- 櫻花莊的寵物女孩（分鏡）

2013年
- 花牌情緣2（分鏡、演出）
- 第一神拳 Rising（－2014年，導演、分鏡、演出協力）

2014年
- 寄生獸 生命的準則（分鏡）

2015年
- 死亡遊行（總演出、分鏡、演出）
- 潮與虎（－2016年，演出、OP演出&分鏡）

2016年
- DAYS（分鏡）
- 勇利!!! on ICE（首席演出、分鏡、演出、演出協力）

2017年
- 幼女戰記（演出補佐）
- 狂賭之淵（ED演出）
- 犬屋敷（分鏡）

2018年
- 庫洛魔法使 透明牌篇（分鏡）
- Banana Fish（分鏡、演出）

2019年
- 獵獸神兵（導演[3]、分鏡、演出）

2020年
- 進擊的巨人 The Final Season（總演出[4]、分鏡）

### 電影動畫
2011年
- 對某飛行員的追憶（導演、分鏡）

## 相關項目
- 日本動畫師列表